# همام بن منبه
همام بن منبه عالم مسلمان و از تابعین بود. وی از ایرانیان ساکن یمن بود. وی از راویان حدیث می‌باشد. وی برادر وهب بن منبه و فرزند منبه بن کامل بود. کتاب صحیفه همام بن منبه اثر وی می‌باشد. وی در سال ۱۰۱ ه‍.ق درگذشت.